# Ensayo sobre la lucidez
Ensayo sobre la lucidez es una novela escrita por José Saramago cuyo argumento y personajes se enlazan con la novela Ensayo sobre la ceguera.

## Argumento
En un día lluvioso de elecciones en una ciudad que no se identifica, la mayoría de los electores decide, independientemente, votar en blanco. El gobierno decreta repetir las elecciones una semana después y el voto en blanco aumenta, resultando un ochenta y tres por ciento. Ante este hecho inesperado el gobierno emprende una serie de investigaciones y toma decisiones autoritarias, represivas e incluso ilegales, tratando de relacionar la victoria del voto en blanco con la llamada «ceguera blanca», enfermedad que había afectado colectivamente a la población cuatro años atrás y que fuera narrada en Ensayo sobre la ceguera. La parte final de la novela es protagonizada por un comisario de la policía enviado a la ciudad para encontrar a los culpables de la presunta rebelión que supuso la victoria del voto en blanco. En este punto aparece "la mujer del médico", "el marido", "el primer ciego" y "el perro de las lágrimas", personajes centrales de Ensayo sobre la ceguera.
La novela es una reflexión sobre los mecanismos del poder y las actitudes de los gobernantes ante una posible revolución pacífica protagonizada por un pueblo desesperanzado e incrédulo en medio de las elecciones que legitiman la democracia.

La presentación de la obra dio lugar a una serie de polémicas y controversias, previstas por el autor, que confirmaron la vigencia del tema y pusieron en evidencia las preocupaciones de personas que ocupaban cargos ejecutivos o puestos de poder.

## Relación conEnsayo sobre la ceguera
José Saramago publicó en 1995 Ensayo sobre la ceguera, ficción y metáfora de un mundo que retorna súbitamente a un primitivismo aterrador, en el cual afloran los más siniestros aspectos de la condición humana y sobreviven al mismo tiempo los más nobles y luminosos. Esta obra plantea «la responsabilidad de tener ojos cuando otros los perdieron».

En años sucesivos, el autor publicó Todos los nombres (1997), El cuento de la isla desconocida (1998), La caverna (2000), La flor más grande del mundo (2001) y El hombre duplicado (2002)
Ensayo sobre la lucidez es la continuidad inversa de Ensayo sobre la ceguera, a modo de complemento ambivalente. Está ubicada en la misma ciudad ficticia y retoma la historia de varios personajes centrales. La "blancura" o el "blanco" es el elemento metafórico unificador, en un caso de la ceguera como "blancura insondable" y en el otro como "voto en blanco".
"Ensayo", la palabra inicial de los títulos de ambas novelas, establece el objetivo del autor de desarrollar una reflexión analítica mediante el recurso de una obra ficcional.